# Logania turdeta
Logania turdeta är en fjärilsart som beskrevs av Hans Fruhstorfer 1917. Logania turdeta ingår i släktet Logania och familjen juvelvingar. Inga underarter finns listade i Catalogue of Life.